# Pedro Santisteve
Pedro Santisteve Roche (Zaragoza, España, 28 de mayo de 1958) es un abogado penalista, activista social y profesor universitario español, fue alcalde de Zaragoza desde el 13 de junio de 2015 hasta el 15 de junio de 2019.

## Biografía
Santisteve se licenció en Derecho y ejerce desde 1984 como abogado penalista. A lo largo de su trayectoria personal se ha destacado por su crítica al sistema penitenciario actual y por la defensa de los derechos de las personas encarceladas. Es fundador de la Asociación de Seguimiento y Apoyo a Presas y Presos en Aragón (ASAPA), que en 2000 recibió de la Diputación General de Aragón la Medalla al Mérito Social. Desde la década de 1990 es profesor en la facultad de Derecho de la Universidad de Zaragoza.

### Candidato de Zaragoza en Común a la alcaldía
La entrada de Santisteve en política comenzó con el movimiento del 15-M. En 2015 resultó ganador del proceso de primarias de Ganemos Zaragoza, en el que participaron más de 3.700 personas. De este modo, Santisteve fue el cabeza de lista de la candidatura de unidad ciudadana Zaragoza en Común (ZeC), en la que confluyen movimientos sociales, Podemos, Izquierda Unida, Equo, Puyalón de Cuchas, Piratas de Aragón, Somos y Demos+.
El programa con el que esta candidatura concurrió a los comicios municipales estuvo basado en la transparencia institucional, la toma de decisiones participativa, la rendición de cuentas y una política social más amplia.  
Esta candidatura, liderada por Santisteve, obtuvo en las elecciones municipales de 24 de mayo de 2015 80 040 votos (24,57 %) y 9 concejales, quedando como la segunda fuerza política por detrás del PP, con 10 concejales, y por encima del PSOE, con 6 concejales, Ciudadanos, con 4 y CHA con 2.

### Alcalde de Zaragoza (2015-2019)
El 13 de junio de 2015 Pedro Santisteve fue investido alcalde de Zaragoza gracias a los votos de los concejales de Zaragoza en Común (ZeC), el PSOE y Chunta Aragonesista (CHA). En su discurso de investidura, Santisteve anticipó que su gestión de gobierno giraría en torno a los siguientes fundamentos:
- Protección y defensa de los Derechos Humanos y Derechos Sociales.
- Parar los desahucios.
- Plan de Emergencia Social, que incluya un mayor parque público de viviendas, medidas contra la malnutrición infantil y contra la pobreza energética.
- Redistribución, que no disminución, de la carga fiscal, a través de una mayor progresividad.
- Apertura de los consejos de administración y de órganos rectores de cualquier entidad municipal a cualquier miembro de la sociedad civil y no solo de los concejales.
- Mayor transparencia (Auditoría Municipal Permanente) y toma de decisiones mediante procesos de participación ciudadana.

El 20 de septiembre se cumplían los denominados «cien días de gracia», de los cuales una de sus acciones más reseñables fue la reducción de sueldo del alcalde en un 25% frente a lo que su antecesor perciba, así como la bajada de sueldo de todos los concejales y concejalas, lo que supuso el ahorro de 400.000 euros anuales a las arcas municipales de Zaragoza.

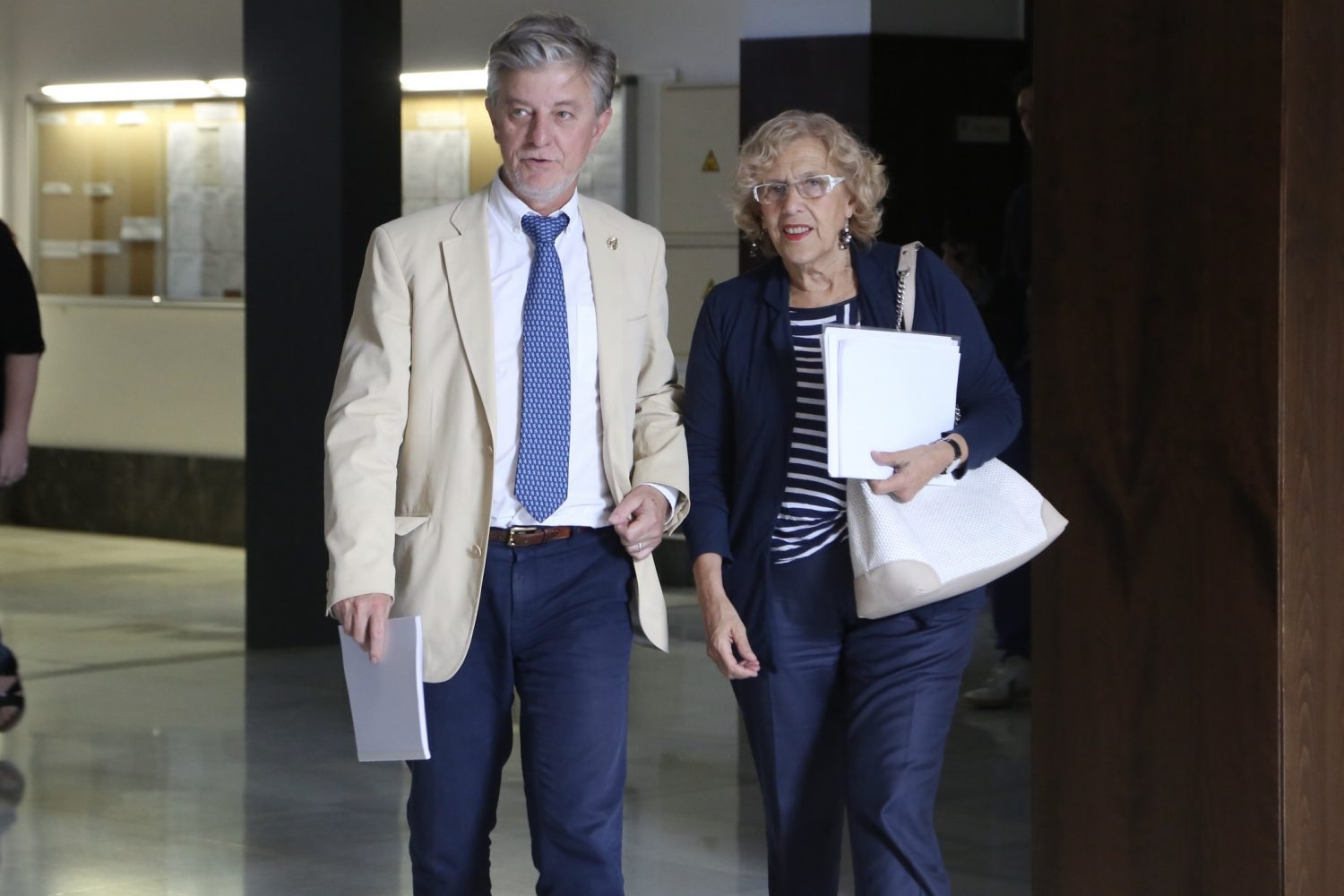
Santisteve con la alcaldesa de Madrid, Manuela Carmena en junio de 2017.

En 2016 el Ayuntamiento de Zaragoza liderado por Santisteve dedicó un total de 120 euros por persona en inversión social, lo que supuso casi un 12% del presupuesto municipal, hecho por el que la Asociación de Directores y Gerentes en Servicios Sociales calificó las políticas sociales como “excelentes”.
En 2017 Zaragoza en Común aumentó la inversión en vivienda, fundamentalmente la dirigida a jóvenes y a familias con escasos recursos a un precio reducido, a partir de promociones que cedieron a la sociedad pública Zaragoza Vivienda suelo para su construcción.
Además, en esa línea de equidad social, las familias con ingresos inferiores a 1,5 veces el SMI se pudieron acoger a ayudas del 50% en los impuestos municipales.
Es resaltable, la remodelación —que finalizó en octubre de 2018— de la principal calle del barrio Oliver, Antonio Leyva con aceras más anchas, un nuevo alumbrado y la renovación completa de la red de abastecimiento principal de agua, las obras que elevaron la calzada hasta la rasante de la acera de la calle Don Jaime I (finalizadas en diciembre de 2018), Mercado Central.
En cuanto al espacio público, con el fin de recuperar movilidad para el peatón, la formación apostó por la creación de islas peatonales en los barrios para excluir el tráfico rodado del interior de las calles pequeñas y derivarlo hacia las arterias principales y de más capacidad.